# Hoplolabis areolata
Hoplolabis areolata là một loài ruồi trong họ Limoniidae. Chúng phân bố ở miền Cổ bắc.